# Aspergillus ingratus
Aspergillus ingratus är en svampart som beskrevs av Yaguchi, Someya & Udagawa 1993. Aspergillus ingratus ingår i släktet Aspergillus och familjen Trichocomaceae.   Inga underarter finns listade i Catalogue of Life.